# Ибос
Ибо́с (фр. Ibos, окс. Ibòs) — коммуна во Франции, находится в регионе Юг — Пиренеи. Департамент — Верхние Пиренеи. Входит в состав кантона Бордер-сюр-л’Эшес. Округ коммуны — Тарб.
Код INSEE коммуны — 65226.

## География
Коммуна расположена приблизительно в 650 км к югу от Парижа, в 125 км западнее Тулузы, в 6 км к западу от Тарба.
На западе коммуны протекает река Желин.

## Климат
Климат умеренно-океанический с солнечной тёплой погодой и обильными осадками на протяжении практически всего года.

## Население
Население коммуны на 2010 год составляло 2780 человек.
| 1962 | 1968 | 1975 | 1982 | 1990 | 1999 | 2010 |
| ---- | ---- | ---- | ---- | ---- | ---- | ---- |
| 1657 | 1837 | 1987 | 2238 | 2309 | 2779 | 2780 |

## Администрация
| Период | Период | Фамилия         | Партия                  | Примечания                           |
| ------ | ------ | --------------- | ----------------------- | ------------------------------------ |
| 1989   | 2013   | Даниэль Фроссар | Социалистическая партия | член генерального совета (2004—2011) |
| 2013   | 2020   | Дени Фенье      | Социалистическая партия |                                      |

## Экономика
В 2010 году среди 1730 человек трудоспособного возраста (15—64 лет) 1139 были экономически активными, 591 — неактивными (показатель активности — 65,8 %, в 1999 году было 61,4 %). Из 1139 активных жителей работали 1034 человека (543 мужчины и 491 женщина), безработных было 105 (56 мужчин и 49 женщин). Среди 591 неактивных 181 человек были учениками или студентами, 194 — пенсионерами, 216 были неактивными по другим причинам.

## Достопримечательности
- Коллегиальная церковь Св. Лаврентия (XIV век). Исторический памятник с 1862 года[9]
- Оппидум Кастерат. Исторический памятник с 1984 года[10]

## Фотогалерея

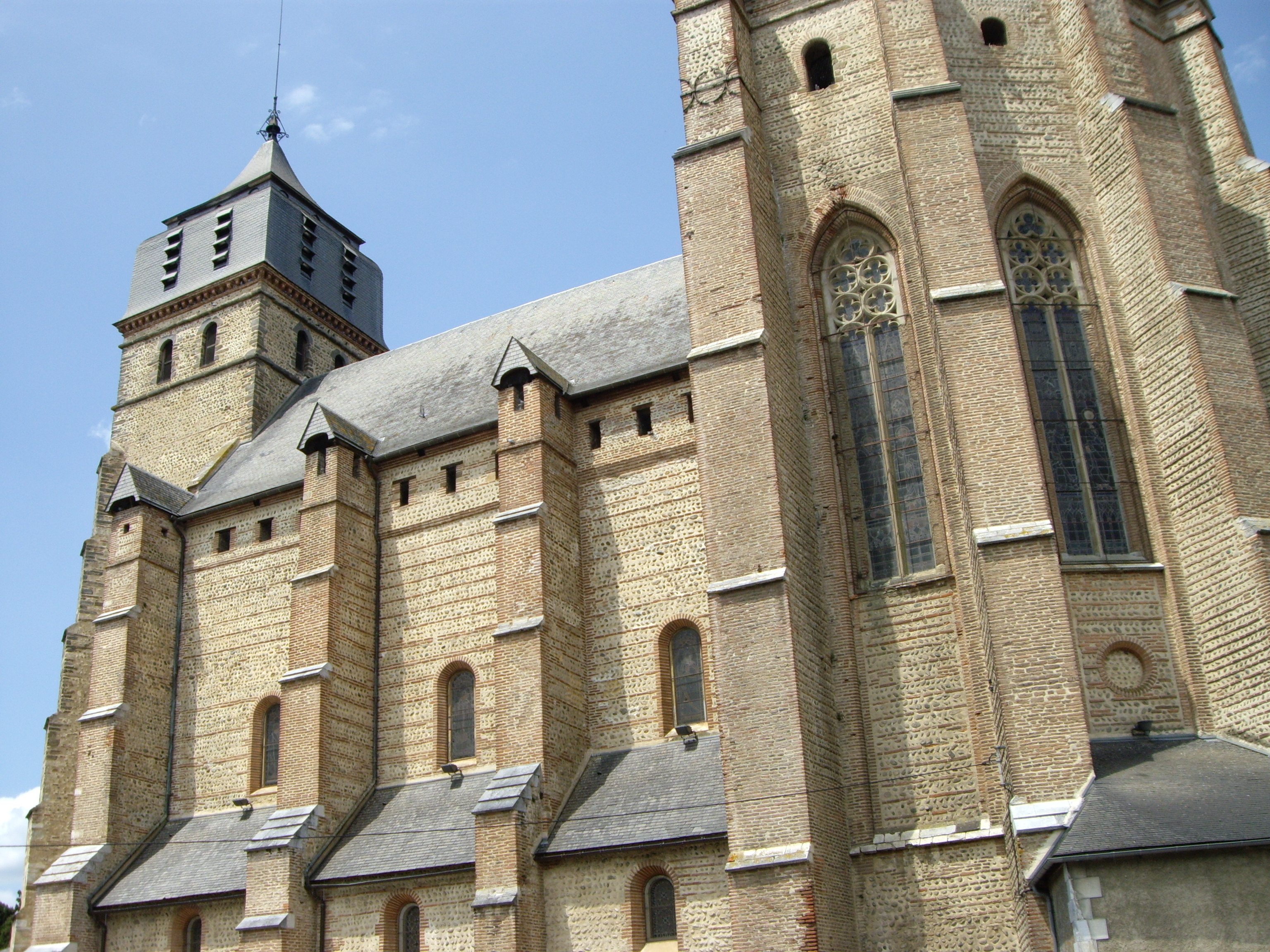
Церковь Св. Лаврентия
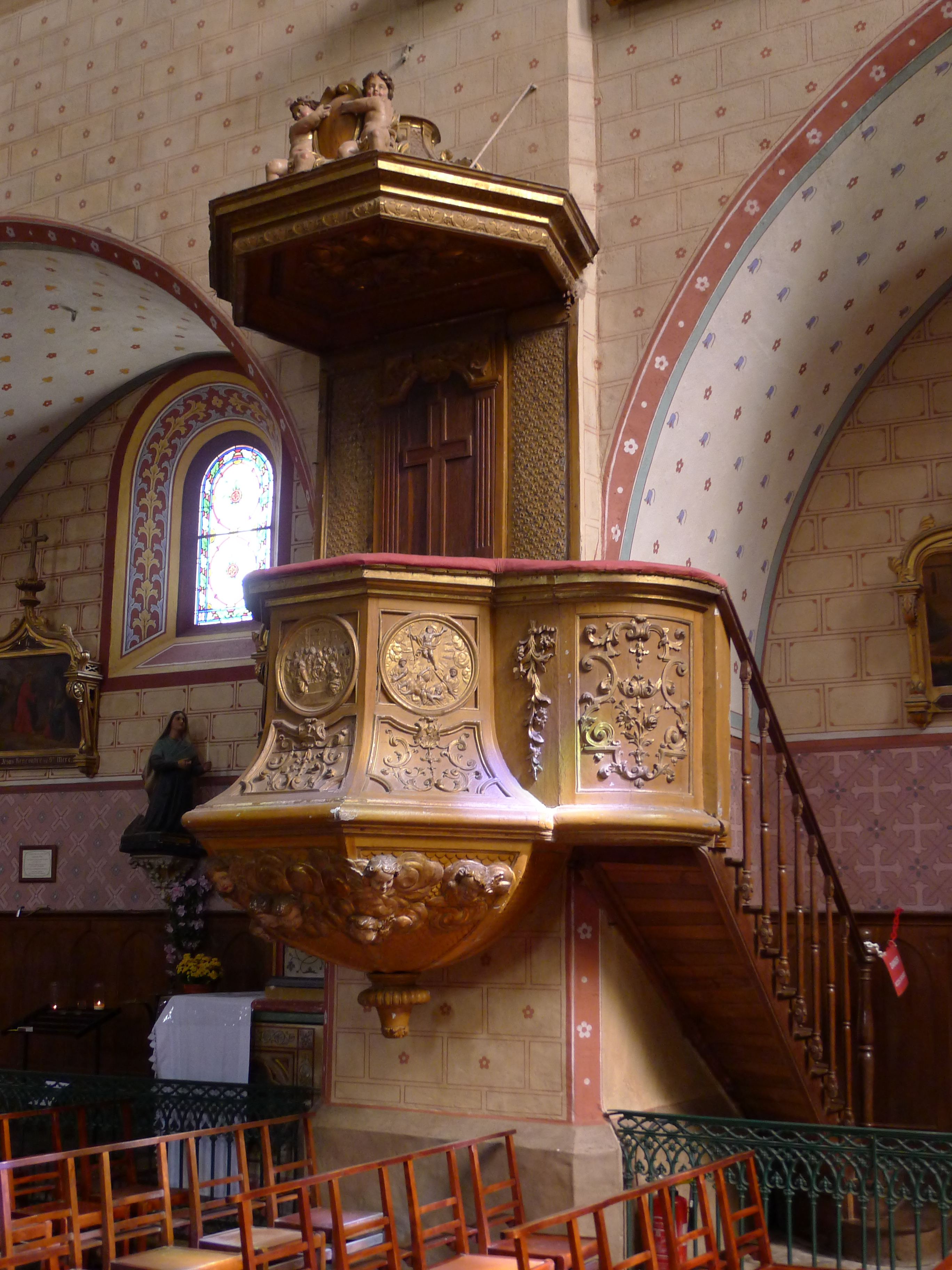
Интерьер церкви Св. Лаврентия
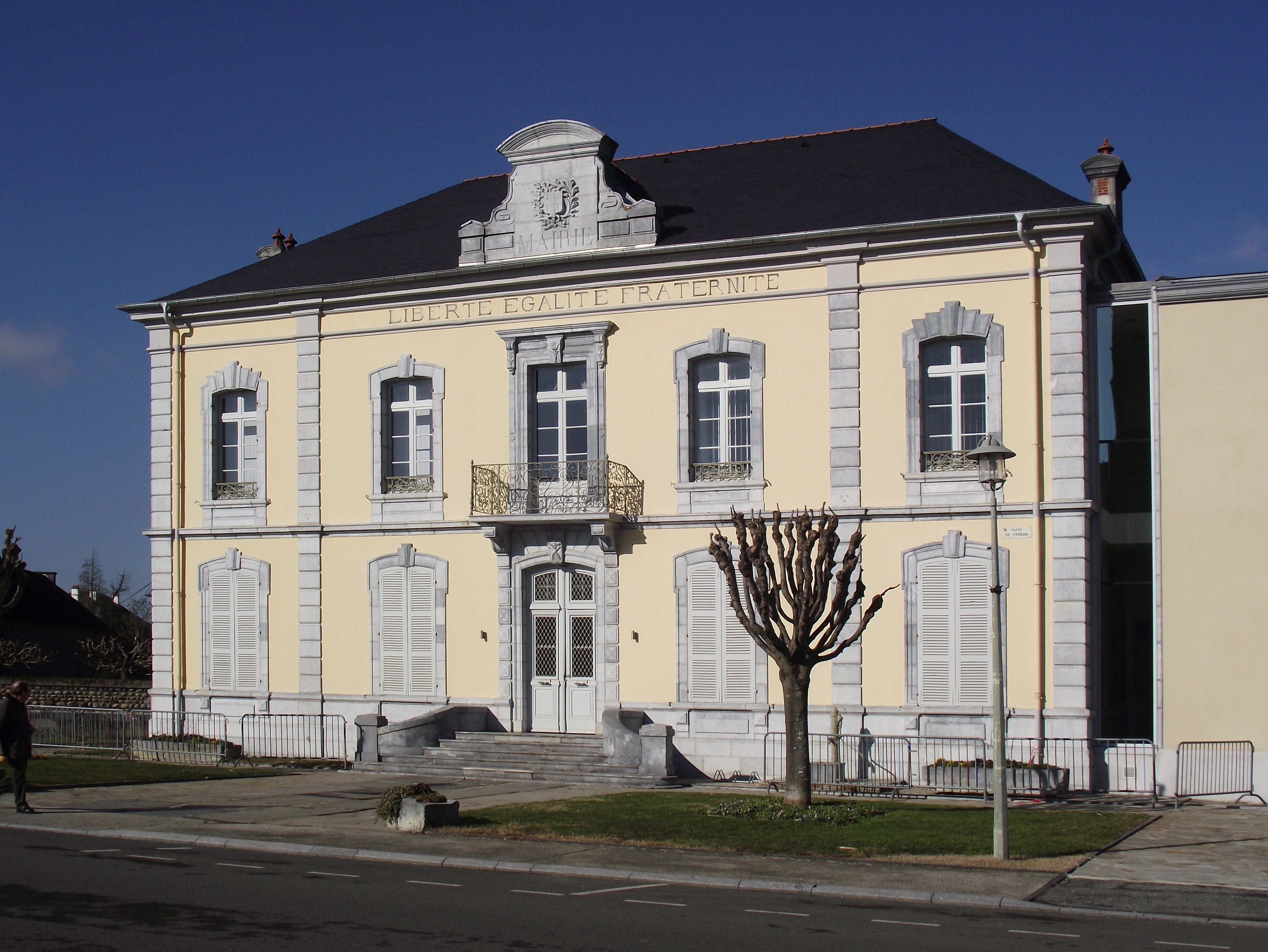
Мэрия
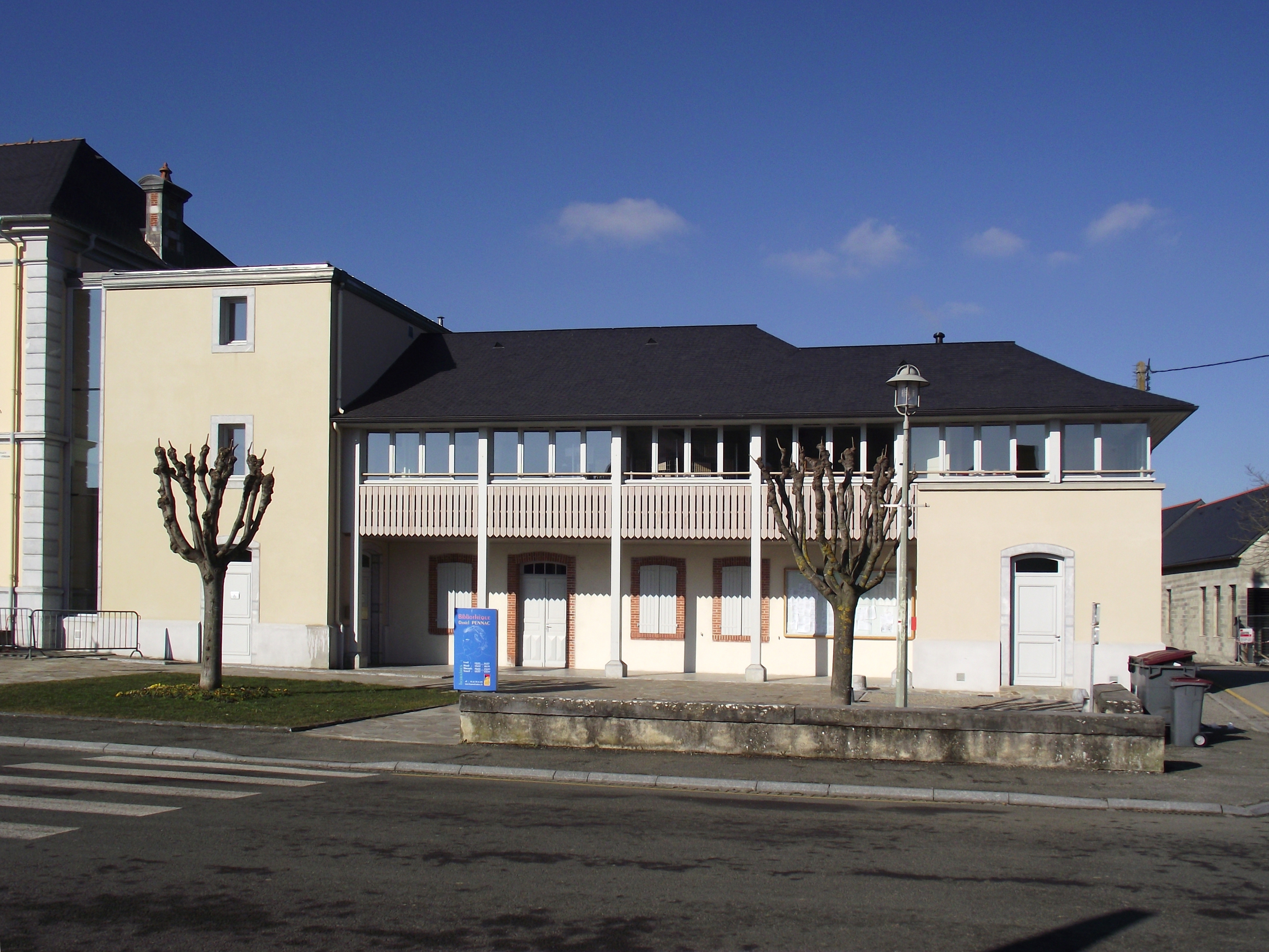
Библиотека
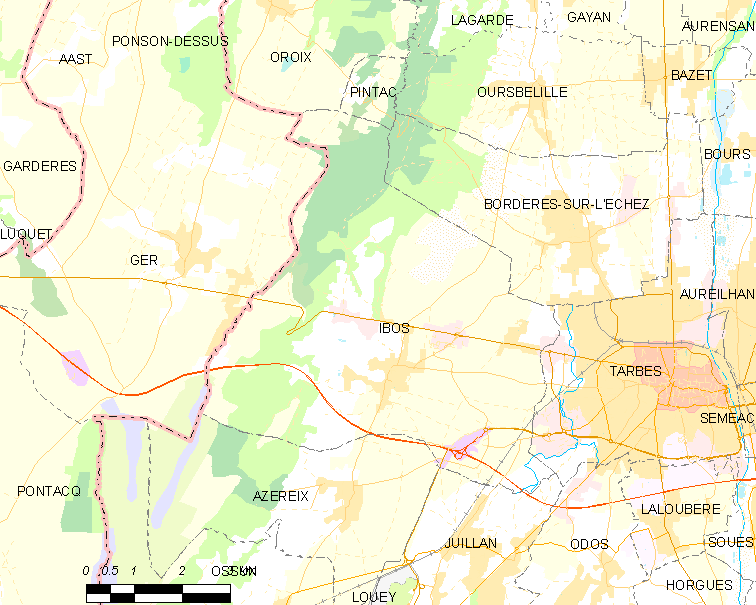
Карта коммуны